# Marcel Grateau
Marcel Grateau, également connu aux États-Unis sous les noms de François Marcel Woelfflé ou François Marcel, né le 18 octobre 1852 à Chauvigny et mort le 31 mai 1936 à Paris 16e au no 6, rue Le Sueur, est un coiffeur et inventeur français.
Il révolutionne les coiffures pour femmes, exerçant à Paris à partir de 1872. Alors que les chevelures féminines étaient longues et lisses à l'époque, il crée grâce à un fer à lisser des ondulations, y compris sur des cheveux coupés courts que l'on nomme depuis ondulation Marcel (en) (en anglais Marcelling ou Marcel curl).

## Biographie
Né le 18 octobre 1852 à Chauvigny d'un père carrier et d'une mère femme au foyer, Marcel Grateau commence comme apprenti chez un barbier. À 18 ans, il part à Paris où il apprend le métier de coiffeur, qu'il pratique, après quelques années, à domicile.
Il invente en 1872 le fer à lisser, qui lui permet de créer l'ondulation Marcel (en) (en anglais Marcelling ou Marcel curl). Il ne le brevette que vers 1905 (après avoir émigré aux États-Unis où il est installé à Brooklyn),.
Il s'installe 87, rue de Dunkerque en 1874 et devient célèbre en coiffant l'actrice française Jane Hading.
À Londres, la confrérie réunie des coiffeurs, pour le remercier d'avoir incité les femmes à venir plus souvent chez le coiffeur, l'invite à un banquet annuel, qu'ils nomment « La Fête à Marcel ». On lui remet de l'argent qui sert, en 1922, à restaurer le village de Lagnicourt dans le Pas-de-Calais, détruit pendant la Première Guerre mondiale. À la suite de sa requête, un décret présidentiel du 24 janvier 1924 renomme la commune en Lagnicourt-Marcel.

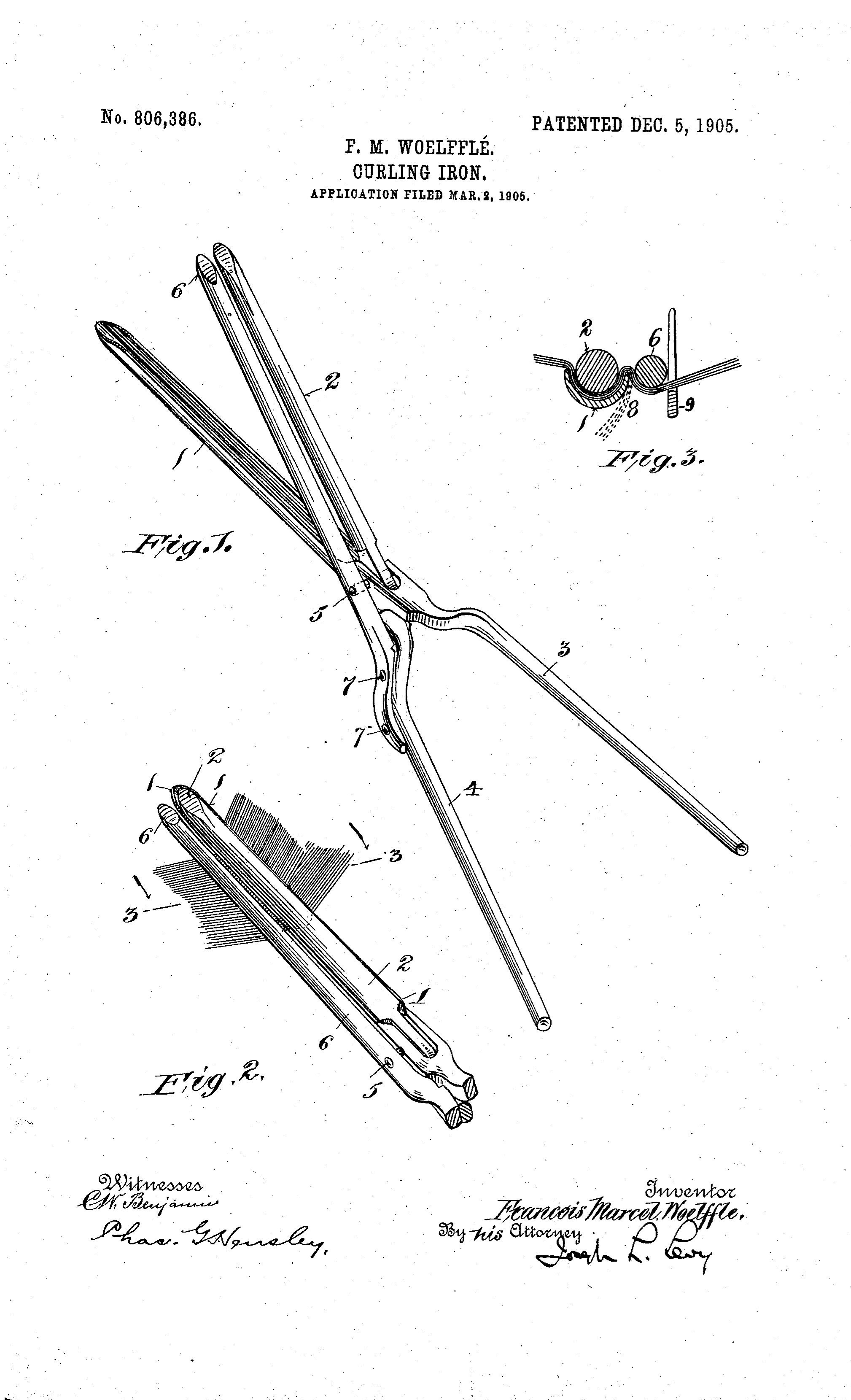
Brevet du fer à friser de 1905.

À Brooklyn, il se fait connaître sous l'identité de François Marcel Woelfflé, parfois retranscrit en François Marcel, notamment dans les brevets qu'il y dépose sur le fer à onduler.
À son décès, il demeure au château du Theil à Valailles (Eure) où il s'était retiré.
La ville francilienne de Parmain comporte, dans le jardin de la villa du Bel-Air, une ancienne maison de retraite pour coiffeurs qui comportait un musée de la coiffure fondé en 1927, une statue de Marcel Grateau.